# Pallottolino e il cacciatore
Pallottolino e il cacciatore (Bout-de-Zan et l'Embusqué) è un cortometraggio muto del 1915 diretto da Louis Feuillade. Con i toni della commedia farsesca, il film - il cui titolo si può tradurre come Bout-de-Zan e l'imboscato - invita all'arruolamento e alla partecipazione agli sforzi bellici contro il nemico tedesco nella prima guerra mondiale.

## Trama
Marius Barbentane, in visita dagli zii di Bout-de-Zan, porta loro in regalo un coniglio che egli afferma di aver colpito con un colpo sparato da cinquecento metri. Davanti all'ilarità generale, Marius promette di provare la sua mira il giorno seguente, quando colpirà un uccello alla stessa distanza nel giardino dello zio. Bout-de-Zan scopre però che Marius ha pagato un ragazzino per lanciare l'uccello già morto. Dopo aver pagato lui l'altro bambino, prende il suo posto e, al momento convenuto, dopo la sparo, lascia cadere dall'albero un coniglio ripieno. Tutti i presenti si mettono a ridere. Con una nota, Bout-de-Zan invita Marius ad andare piuttosto a sparare ai tedeschi, come sta facendo anche suo padre. Marius, allora, va subito ad arruolarsi.

## Produzione
Il film fu prodotto dalla Société des Etablissements L. Gaumont.

## Distribuzione
Distribuito dalla Société des Etablissements L. Gaumont, uscì nelle sale cinematografiche francesi nel settembre 1915. Negli Stati Uniti, è conosciuto con il titolo Bout-de-Zan and the Shirker. Il film è stato inserito in un DVD distribuito nel 2000 dalla Image Entertainment che comprendeva altri due lavori ancora esistenti di Feuillade, Les Vampires e C'est pour les orphelins.